# Herrdubbel i badminton vid olympiska sommarspelen 2016
Herrdubbel i badminton vid olympiska sommarspelen 2016 spelades mellan 11 och 20 augusti i Riocentro – Pavilion 4. Den 21 juli avgjordes seedningen.

## Medaljörer
| Event  | Guld                       | Silver                             | Brons                                        |
| Dubbel | Fu Haifeng, Zhang Nan Kina | Goh V Shem, Tan Wee Kiong Malaysia | Chris Langridge, Marcus Ellis Storbritannien |

## Resultat

### Gruppspel

#### Grupp A
| Lag                                   | Pld | W | L | SW | SL | Pts |
| ------------------------------------- | --- | - | - | -- | -- | --- |
| Vladimir Ivanov / Ivan Sozonov (RUS)  | 3   | 3 | 0 | 6  | 1  | 3   |
| Lee Yong-dae / Yoo Yeon-seong (KOR)   | 3   | 2 | 1 | 5  | 3  | 2   |
| Lee Sheng-mu / Tsai Chia-hsin (TPE)   | 3   | 1 | 2 | 3  | 4  | 1   |
| Matthew Chau / Sawan Serasinghe (AUS) | 3   | 0 | 3 | 0  | 6  | 0   |

| Lag 1                      | Resultat          | Lag 2                       |
| 11 augusti, 08:25          | 11 augusti, 08:25 | 11 augusti, 08:25           |
| -------------------------- | ----------------- | --------------------------- |
| Lee Y-d / Yoo Y-s (KOR)    | 21–14 21–16       | M Chau / S Serasinghe (AUS) |
| 11 augusti, 10:45          |                   |                             |
| V Ivanov / I Sozonov (RUS) | 21–11 22–20       | Lee S-m / Tsai C-h (TPE)    |
| 12 augusti, 09:35          |                   |                             |
| Lee Y-d / Yoo Y-s (KOR)    | 18–21 –13 21–18   | Lee S-m / Tsai C-h (TPE)    |
| 12 augusti, 17:25          |                   |                             |
| V Ivanov / I Sozonov (RUS) | 21–16 21–16       | M Chau / S Serasinghe (AUS) |
| 13 augusti, 08:00          |                   |                             |
| Lee S-m / Tsai C-h (TPE)   | 21–14 21–19       | M Chau / S Serasinghe (AUS) |
| 13 augusti, 10:45          |                   |                             |
| Lee Y-d / Yoo Y-s (KOR)    | 17–21 –19 16–21   | V Ivanov / I Sozonov (RUS)  |

#### Grupp B
| Lag                                      | Pld | W | L | SW | SL | Pts |
| ---------------------------------------- | --- | - | - | -- | -- | --- |
| Goh V Shem / Tan Wee Kiong (MAS)         | 3   | 3 | 0 | 6  | 1  | 3   |
| Fu Haifeng / Zhang Nan (CHN)             | 3   | 2 | 1 | 5  | 2  | 2   |
| Michael Fuchs / Johannes Schöttler (GER) | 3   | 1 | 2 | 2  | 4  | 1   |
| Phillip Chew / Sattawat Pongnairat (USA) | 3   | 0 | 3 | 0  | 6  | 0   |

| Lag 1                       | Resultat          | Lag 2                       |
| 11 augusti, 15:55           | 11 augusti, 15:55 | 11 augusti, 15:55           |
| --------------------------- | ----------------- | --------------------------- |
| Goh V S / Tan W K (MAS)     | 21–14 21–17       | M Fuchs / J Schöttler (GER) |
| 11 augusti, 15:55           |                   |                             |
| Fu HF / Zhang N (CHN)       | 21–6 21–7         | P Chew / S Pongnairat (USA) |
| 12 augusti, 08:25           |                   |                             |
| Goh V S / Tan W K (MAS)     | 21–12 21–10       | P Chew / S Pongnairat (USA) |
| 12 augusti, 16:40           |                   |                             |
| Fu HF / Zhang N (CHN)       | 21–11 21–16       | M Fuchs / J Schöttler (GER) |
| 13 augusti, 09:00           |                   |                             |
| M Fuchs / J Schöttler (GER) | 21–14 21–14       | P Chew / S Pongnairat (USA) |
| 13 augusti, 10:10           |                   |                             |
| Fu HF / Zhang N (CHN)       | 21–16 15–21 18–21 | Goh V S / Tan W K (MAS)     |

#### Grupp C
| Lag                                   | Pld | W | L | SW | SL | Pts |
| ------------------------------------- | --- | - | - | -- | -- | --- |
| Kim Gi-jung / Kim Sa-rang (KOR)       | 3   | 2 | 1 | 5  | 2  | 2   |
| Marcus Ellis / Chris Langridge (GBR)  | 3   | 2 | 1 | 5  | 3  | 2   |
| Mathias Boe / Carsten Mogensen (DEN)  | 3   | 2 | 1 | 4  | 3  | 2   |
| Adam Cwalina / Przemysław Wacha (POL) | 3   | 0 | 3 | 0  | 6  | 0   |

| Lag 1                       | Resultat          | Lag 2                       |
| 11 augusti, 08:00           | 11 augusti, 08:00 | 11 augusti, 08:00           |
| --------------------------- | ----------------- | --------------------------- |
| Kim G-j / Kim S-r (KOR)     | 21–14 21–15       | A Cwalina / P Wacha (POL)   |
| 11 augusti, 17:25           |                   |                             |
| M Boe / C Mogensen (DEN)    | 21–9 9–21 –16     | M Ellis / C Langridge (GBR) |
| 12 augusti, 11:20           |                   |                             |
| Kim G-j / Kim S-r (KOR)     | 21–17 23–25 18–21 | M Ellis / C Langridge (GBR) |
| 12 augusti, 17:25           |                   |                             |
| M Boe / C Mogensen (DEN)    | 21–17 21–17       | A Cwalina / P Wacha (POL)   |
| 13 augusti, 15:30           |                   |                             |
| Kim G-j / Kim S-r (KOR)     | 21–15 21–18       | M Boe / C Mogensen (DEN)    |
| 13 augusti, 15:30           |                   |                             |
| M Ellis / C Langridge (GBR) | 21–18 21–16       | A Cwalina / P Wacha (POL)   |

#### Grupp D
| Lag                                    | Pld | W | L | SW | SL | Pts |
| -------------------------------------- | --- | - | - | -- | -- | --- |
| Hiroyuki Endo / Kenichi Hayakawa (JPN) | 3   | 2 | 1 | 4  | 4  | 2   |
| Chai Biao / Hong Wei (CHN)             | 3   | 2 | 1 | 5  | 2  | 2   |
| Mohammad Ahsan / Hendra Setiawan (INA) | 3   | 1 | 2 | 3  | 4  | 1   |
| Manu Attri / B. Sumeeth Reddy (IND)    | 3   | 1 | 2 | 2  | 4  | 1   |

| Lag 1                      | Resultat          | Lag 2                      |
| 11 augusti, 09:00          | 11 augusti, 09:00 | 11 augusti, 09:00          |
| -------------------------- | ----------------- | -------------------------- |
| M Ahsan / H Setiawan (INA) | 21–18 21–13       | M Attri / B. S Reddy (IND) |
| 11 augusti, 10:45          |                   |                            |
| Chai B / Hong W (CHN)      | 18–21 –14 21–23   | H Endo / K Hayakawa (JPN)  |
| 12 augusti, 10:10          |                   |                            |
| M Ahsan / H Setiawan (INA) | 17–21 –16 14–21   | H Endo / K Hayakawa (JPN)  |
| 12 augusti, 11:20          |                   |                            |
| Chai B / Hong W (CHN)      | 21–13 21–15       | M Attri / B. S Reddy (IND) |
| 13 augusti, 09:00          |                   |                            |
| M Ahsan / H Setiawan (INA) | 15–21 17–21       | Chai B / Hong W (CHN)      |
| 13 augusti, 19:55          |                   |                            |
| H Endo / K Hayakawa (JPN)  | 21–23 11–21       | M Attri / B. S Reddy (IND) |

### Slutspel
|  | Kvartsfinaler | Kvartsfinaler                              | Kvartsfinaler                            | Kvartsfinaler                    | Kvartsfinaler |                                          |                                      | Semifinaler                      | Semifinaler | Semifinaler | Semifinaler | Semifinaler |            |  | Final | Final                                    | Final | Final | Final | Final | Final |
|  |               |                                            |                                          |                                  |               |                                          |                                      |                                  |             |             |             |             |            |  |       |                                          |       |       |       |       |       |
|  | A1            | Vladimir Ivanov (RUS) Ivan Sozonov (RUS)   | 13                                       | 21                               | 16            |                                          |                                      |                                  |             |             |             |             |            |  |       |                                          |       |       |       |       |       |
|  | D2            | Chai Biao (CHN) Hong Wei (CHN)             | 21                                       | 16                               | 21            |                                          |                                      |                                  |             |             |             |             |            |  |       |                                          |       |       |       |       |       |
|  | D2            | Chai Biao (CHN) Hong Wei (CHN)             | 21                                       | 16                               | 21            |                                          | D2                                   | Chai Biao (CHN) Hong Wei (CHN)   | 18          | 21          | 17          |             |            |  |       |                                          |       |       |       |       |       |
|  |               |                                            |                                          |                                  |               |                                          | D2                                   | Chai Biao (CHN) Hong Wei (CHN)   | 18          | 21          | 17          |             |            |  |       |                                          |       |       |       |       |       |
|  |               | B1                                         | Goh V Shem (MAS) Tan Wee Kiong (MAS)     | 21                               | 12            | 21                                       |                                      |                                  |             |             |             |             |            |  |       |                                          |       |       |       |       |       |
|  | B1            | B1                                         | Goh V Shem (MAS) Tan Wee Kiong (MAS)     | 21                               | 12            | 21                                       | Goh V Shem (MAS) Tan Wee Kiong (MAS) | 17                               | 21          | 21          |             |             |            |  |       |                                          |       |       |       |       |       |
|  | B1            |                                            |                                          |                                  |               |                                          | Goh V Shem (MAS) Tan Wee Kiong (MAS) | 17                               | 21          | 21          |             |             |            |  |       |                                          |       |       |       |       |       |
|  | A2            | Lee Yong-dae (KOR) Yoo Yeon-seong (KOR)    | 21                                       | 18                               | 19            |                                          |                                      |                                  |             |             |             |             |            |  |       |                                          |       |       |       |       |       |
|  |               |                                            |                                          |                                  |               |                                          |                                      |                                  |             |             |             |             |            |  | B1    | Goh V Shem (MAS) Tan Wee Kiong (MAS)     | 21    | 11    | 21    |       |       |
|  |               |                                            | B2                                       | Fu Haifeng (CHN) Zhang Nan (CHN) | 16            | 21                                       | 23                                   |                                  |             |             |             |             |            |  |       |                                          |       |       |       |       |       |
|  | B2            | Fu Haifeng (CHN) Zhang Nan (CHN)           | 11                                       | 21                               | 24            |                                          |                                      |                                  |             |             |             |             |            |  |       |                                          |       |       |       |       |       |
|  | C1            | Kim Gi-jung (KOR) Kim Sa-rang (KOR)        | 21                                       | 18                               | 22            |                                          |                                      |                                  |             |             |             |             |            |  |       |                                          |       |       |       |       |       |
|  | C1            | Kim Gi-jung (KOR) Kim Sa-rang (KOR)        | 21                                       | 18                               | 22            |                                          | B2                                   | Fu Haifeng (CHN) Zhang Nan (CHN) | 21          | 21          |             |             |            |  |       |                                          |       |       |       |       |       |
|  |               |                                            |                                          |                                  |               |                                          | B2                                   | Fu Haifeng (CHN) Zhang Nan (CHN) | 21          | 21          |             |             |            |  |       |                                          |       |       |       |       |       |
|  |               | C2                                         | Marcus Ellis (GBR) Chris Langridge (GBR) | 14                               | 18            |                                          |                                      |                                  | Bronsmatch  | Bronsmatch  | Bronsmatch  | Bronsmatch  | Bronsmatch |  |       |                                          |       |       |       |       |       |
|  | C2            | C2                                         | Marcus Ellis (GBR) Chris Langridge (GBR) | 14                               | 18            | Marcus Ellis (GBR) Chris Langridge (GBR) | 21                                   | 21                               | Bronsmatch  | Bronsmatch  | Bronsmatch  | Bronsmatch  | Bronsmatch |  |       |                                          |       |       |       |       |       |
|  | C2            |                                            |                                          |                                  |               | Marcus Ellis (GBR) Chris Langridge (GBR) | 21                                   | 21                               |             |             |             |             |            |  |       |                                          |       |       |       |       |       |
|  | D1            | Hiroyuki Endo (JPN) Kenichi Hayakawa (JPN) | 19                                       | 17                               |               |                                          |                                      |                                  |             |             |             |             |            |  | D2    | Chai Biao (CHN) Hong Wei (CHN)           | 18    | 21    | 10    |       |       |
|  |               |                                            |                                          |                                  |               |                                          |                                      |                                  |             |             |             |             |            |  | C2    | Marcus Ellis (GBR) Chris Langridge (GBR) | 21    | 19    | 21    |       |       |